# دیوید مارک کالن
دیوید مارک کالن (انگلیسی: David Mark Cullen) فرد نظامی اهل بریتانیا است. وی همچنین برندهٔ جوایزی همچون نشان حمام و نشان امپراتوری بریتانیا شده‌است.